# Brush Prairie (Washington)
Brush Prairie  est une census-designated place américaine de l'État de Washington dans le comté de Clark. 
La population était de 2 652 habitants en 2010.